# چینگژن
چینگژن (به لاتین: Qingzhen) یک شهر در چین است که در گوئیانگ واقع شده‌است. چینگژن ۱٬۳۸۱ کیلومتر مربع مساحت و ۴۶۷٬۴۳۸ نفر جمعیت دارد.